# Miagrammopes flavus
Miagrammopes flavus es una especie de araña araneomorfa del género Miagrammopes, familia Uloboridae. Fue descrita científicamente por Wunderlich en 1976.
Habita en Australia (Queensland).